# Fools for Scandal
Fools for Scandal é um filme estadunidense de 1938, do gênero comédia romântica, dirigido por Mervyn LeRoy e Bobby Connolly.

## Elenco
- Carole Lombard ...  Kay Winters, aka Kay Summers
- Fernand Gravey ...  Rene Viladel (as Fernand Gravet)
- Ralph Bellamy ...  Phillip 'Phil' Chester
- Allen Jenkins ...  Dewey 'Dew' Gibson
- Isabel Jeans ...  Lady Paula Augusta Malverton
- Lotus Thompson[1] ... Participante da festa (não-creditada)

## Sinopse
Estrela de Hollywood viaja a Paris e lá conhece um nobre francês e se apaixona.